# Maison-musée Vazgen-Sargsian
La maison-musée Vazgen-Sargsian (en arménien : Վազգեն Սարգսյանի տուն-թանգարան) est un musée situé à Ararat en Arménie. Ouvert en 2001, il est dédié à la mémoire de Vazgen Sargsian.